# Parakar
Parakar – wieś w Armenii, w prowincji Armawir. W 2011 roku liczyła 5584 mieszkańców.